# Alouette de Swinhoe
Alaudala cheleensis
Espèce
Statut de conservation UICN

LC : Préoccupation mineure
L’Alouette de Swinhoe (Alaudala cheleensis) est une espèce de passereaux de la famille des Alaudidae.

## Répartition et habitat
Cette espèce niche du Turkestan jusqu'à la Chine et à la Mongolie.

### Synonymes
- Calandrella cheleensis
- Calandrella rufescens cheleensis

### Sous-espèces
- Alaudala cheleensis leucophaea (Severtsov, 1873)
- Alaudala cheleensis seebohmi Sharpe, 1890
- Alaudala cheleensis tuvinica (Stepanyan, 1975)
- Alaudala cheleensis cheleensis Swinhoe, 1871
- Alaudala cheleensis kukunoorensis Przewalski, 1876
- Alaudala cheleensis beicki (Meise, 1933)